# Лазар Сентеш
Лазар Сентеш (мађ. Szentes Lázár; Боњхад, 12. децембар 1955) био је професионални фудбалер који играо на позицији нападача за мађарски прволигашки клуб Татабања, затим француске клубове Тулуза и  Гренобл и  био је  мађарски фудбалски репрезентативац. Учествовао је на светском првенству у фудбалу 1982. године где је Мађарска елиминисана у првом колу. Потомак је Секеља из Буковине.

## Каријера

### Клуб
Године 1976. дебитовао је у прволигашу у Залаегерсегу ТЕ. Овде је играо пет сезона. Његова промена клуба у Ђер прошла је добро: два пута су освојили шампионат и уврштен је у репрезентацију. Крајем осамдесетих играо је у Португалу и ту завршио активну играчку каријеру.

### Репрезентација
За репрезентацију Мађарске је наступао 6 пута и постигао је 3 гола. Члан је тима који је учествовао на Светском првенству 1982. у Шпанији. Постигао је један од десет голова против Салвадора. За репрезентацију је још постигао голове против Перуа (пријатељска) и у квалификацијама за ЕП 1984. против Луксембурга, по један гол.

### Тренер
Године 1990. је водио фудбалски одсек у Ђеру, а 1992. постао је главни тренер. Након тога је неколико година радио за аустријске и мађарске нижелигаше. Његов први озбиљни НБ1 тим је ФК Дебрецин. Између 2002. и 2004. године тим је два пута изборио трећу позицију на завршној табели мађарске лиге. Тим који је тада изградио ће касније три пута заредом постати шампион Мађарске. Од 2008. године био је главни тренер ФК Ујпешта. У сезони 2009/10, тренирао је Њиређхазу Спартак и завршио је на 15. месту које је водило у нижи ниво такмичења.
У априлу 2012. је заменио Миклоша Бенцеша и помагао на клупи Диошђер ВТКа док није пронађен други тренер.  У септембру 2017. постао је главни тренер друголигаша ЕТО ФК Ђер.

## Достигнућа
- Играч
  - Првенство Мађарске Шампион: 
    - 1981/82, 1982/83 (ФК Раба ЕТО),
- Тренер
  - Трећепласирани: 
    - 2002/03. 2003/04. (Дебрецин)